# Ти Сиърис
Super Cassettes Industries Private Limited, по-известна като „Ти Сиърис“ (или „Ти Сирийс“), е индийска музикална звукозаписна и филмова компания, основана от Гюлшан Кумар през 1983 г. Известена е предимно с боливудска музика със саундтраци и инди-поп музика. От 2014 г. „Ти Сиърис“ е най-големият музикален лейбъл в Индия, който представлява до 35% от индийския музикален пазар, следван от Sony Music India и Zee Music. „Ти Сиърис“ също притежава и управлява най-гледания и втори най-абониран канал в „Ютюб“ с 266 милиона абонати и 256 милиарда гледания към юни 2024 г.
„Ти Сиърис“ има и известен успех като продуцентска компания.

## История
Кумар, първоначално продавач на плодови сокове в Делхи, основава „Ти Сиърис“, за да продава пиратски песни от Боливуд, преди компанията в крайна сметка да започне да пуска нова музика. Техният пробив идва със саундтрака към боливудския блокбъстър „Присъдата“ от 1988 г., композиран от Ананд-Милинд, написан от Маджрух Султанпури и с участието на Амир Хан и Джухи Чаула; саундтракът става един от най-продаваните индийски музикални албуми през 80-те с над 8 милиона продажби. Те се превръщат във водещ музикален лейбъл с издаването на A Life for Love (1990), компилирана от Надим-Шраван, който е продаден в 20 милиона копия и се превръща в най-продавания индийски саундтрак за всички времена.
Гюлшан Кумар е убит от синдиката на „Ди Къмпани“ в Мумбай през 1997 г.
Оттогава „Ти Сиърис“ се ръководи от сина му Бхушан Кумар и по-малкия брат Кришан Кумар. В „Ютюб“ „Ти Сиърис“ има 29 канала (с изключение на Lahari Music[ неясно? ]), които имат над 184 милиона абонати към юли 2019 г. Той става най-гледаният канал в „Ютюб“ през януари 2017 г. „Ти Сиърис“ има и други канали на различни говорими езици в Индия, включително пенджаби, урду, тамил, телугу, малаялам, каннада, бходжпури, гуджарати, маратхийски и раджастани.